# Catherine Butterfield
Catherine Butterfield (Manhattan, 5 febbraio 1958) è una scrittrice, commediografa e attrice statunitense.

## Biografia
La Butterfield è nata a Manhattan e cresciuta a Edina, nel Minnesota e ad Hingham nel Massachusetts, figlia di un dirigente televisivo. Maggiore di cinque fratelli, si è laureata presso la Southern Methodist University con un BFA in recitazione e ha iniziato la sua carriera come attrice in teatri regionali (Oregon Shakespeare Festival, Pittsburgh Public Theatre, Seattle Repertory, Long Wharf e in seguito protagonista a New York di produzioni delle sue commedie Joined at the Head, Snowing at Delphi, Where the Truth Lies e Bobo's Birthday.
La sua opera Joined at the Head è stata rappresentata al Teatro Manhattan Club nel 1992 e ha vinto il premio Robert L. Stevens assegnato dal Kennedy center di Washington, premio per l'eccellenza, oltre ad essere stata pubblicata fra i Best Plays del 1992-93. Mel Gussow ha scritto: "Nella sua prima opera completa, che sarà presentata a New York, la Butterfield si rivela come drammaturga dotata di un talento capace di sondare la realtà delle relazioni. In modo similare a quello di Tom Stoppard e John Guare, il lavoro si occupa attentamente di confrontarsi con la verità e la finzione... una riflessione vivace sulla vita e l'arte. "(New York Times, 19 novembre 1992, "Quando una vecchia amicizia è più di quanto sembra"). Successive opere premiate includono Life in the Trees (Davie award come migliore nuova commedia teatrale in ambito regionale) e The Sleeper (2004 Kaufman Hart e Premio per la nuova commedia americana).
In televisione è stata una scrittrice/produttrice per Ghost Whisperer - Presenze, Cinque in famiglia e Fame LA. Per il web, ha scritto e diretto il cortometraggio John Hand, trasmesso su strike.tv presentato al Film Festival di Asheville e al Los Angeles Hi-Def Film Festival.
Fra le antologie è presente in:
- Women Playwrights: The Best Plays of..., Smith and Kraus, ISSN 1067-327X (WC · ACNP)
- One on One - The Best Women's Monologues for the Nineties Jack Temchin, ISBN 1-55783-152-1
- Off-Off Broadway Festival Play, Series 13 - Samuel French, ISBN 0-573-62364-3
- The Best Women's Stage Monologues of 1994, Smith and Kraus, ISBN 1-880399-65-2